# ドクター前夜
「ドクター前夜」（ドクターぜんや、原題: "The Night of the Doctor"）は、イギリスのSFドラマ『ドクター・フー』のミニエピソード。2013年11月14日に『ドクター・フー』50周年記念スペシャル「ドクターの日」の前日譚として BBC iPlayer とYouTube上で公開された。脚本はスティーヴン・モファットが担当し、ポール・マッギャンがドクター役に返り咲いた。
本作はタイム・ウォーの時代を舞台とし、宇宙船の操縦士キャス（演:エマ・キャンベル＝ジョーンズ）と8代目ドクター（演:ポール・マッギャン）の出会いと、これまで描かれることのなかった彼の最期、そして彼が再生を行ってウォードクター（演:ジョン・ハート）になる過程が描かれている。マッギャンがドクター役でスクリーンに姿を現わすのは、1996年のテレビ映画版以来であった。

## 連続性
再生直前にドクターはビッグ・フィニッシュ・プロダクションのオーディオドラマでのコンパニオンであるちゃーリー・ポラード、クリズ、ルーシー・ミラー、タムシン・ドリュー、モリー・オサリバンの名前を挙げている。これはビッグ・フィニッシュのオーディオシリーズの登場人物がテレビ版で言及される最初の例となった。惑星カーンと修道女は8代目ドクターの物語にも登場するが、テレビでの初登場は4代目ドクターの「モービアスの脳」（1976年）であった 。彼らは第9シリーズ「魔術師の弟子」にも再登場する。
本作に登場した尼僧オヒラは「モービアスの脳」に登場した女教皇オヒカに名前が似ているが、両者の直接的な繋がりは説明されていない。

## 製作
「ドクター前夜」のアイディアは、「ドクターの名前」でジョン・ハートの演じる未知のドクターが登場したことに端を発する。ドクターがジョン・ハートの姿になった過程を見たいと感じたスティーヴン・モファットは、8代目ドクターから直接再生するというアイディアを考案し、彼が常々見たいと思っていた8代目ドクターの最期を描写できるという利点がもたらされることになった。彼は参加の意思を示していたポール・マッギャンにコンタクトを取り、「ドクターの日」への導入にもなるファンへのサプライズの1つとしてミニエピソードを構成した。
「ドクター前夜」は Roath Lock で2013年5月7日と8日で撮影された。初日にはカーンを舞台とする場面が、2日目にはキャスの宇宙船での場面が撮影された。テレビ映画版の衣装を再登場させる、あるいはビッグ・フィニッシュ版に登場した衣装を使用するよりも、モファットはハワード・バーデンのデザインしたテレビ映画版の衣装を改変して登場させることに決めた。新しい衣装は前の衣装を参考にしており、緑のロングコートとグレーのウエストコートはそのままに、紳士というよりは冒険者をイメージさせる衣装になっている。同時に、衣装を着て11代目ドクターのターディスのコンソールルームのセットにいるマッギャンの写真も撮影された。
若いウォードクターが鏡に映っているシーンは、1976年のBBC版『罪と罰』にロジオン・ロマーヌイチ・ラスコーリニコフ役で出演した際のジョン・ハートの写真が使用されている。

## 放送と反応
本作の公開は直前まで視聴者に伏せられており、公開約1時間前にTwitterを介して告知された。同様にポール・マッギャンの再登場も視聴者には予期できないものであった。本作は元々50周年の実際の週に公開が予定されていたが、ミニエピソードの存在自体やマッギャンの出演がリークされそうになっていたため前倒しされた。The Atlantic は「ドクター前夜」を2013年で最高のテレビエピソードの1つに挙げた。
本作はBBCのYouTubeチャンネルとBBC iPlayer、BBC Red Button で視聴可能となった。公開から1週間以内に250万再生を記録し 、マッギャンの演技は称賛を受けた。ファンはBBCに8代目ドクターのスピンオフシリーズ製作を求め、Webサイト Change.org では1万5000を超える署名が集まった。

### ファンの反応
ミニエピソード公開後、『ドクター・フー』のファンはマッギャンが出演するさらなるエピソードを求めた。スピンオフを求める署名は2013年11月に目標の1万5000人を突破し、2万5000人に拡大、さらにその後も2万人増加した。マッギャンは復帰の意思を示し、自ら署名したと述べた。キャス役を演じたエマ・キャンベル＝ジョーンズも、キャスの死亡が明言されていないことに触れて復帰に意欲的である旨の主張をし、「キャスは彼が良いドクターであることを知る必要がある」と述べた。
しかし、『ドクター・フー』の当時の製作総責任者スティーヴン・モファットは、マッギャンのスピンオフを製作する予定がないこと、本作が番組50周年という例外であること、同時に存在する現役ドクターは1人だけにすべきであることを述べた。また、彼はマッギャンの再登場はファンへのサプライズとしての意義が最大のものであることを示し、製作価値の高いさらなるミニエピソードが製作されたらファンどころかBBCにとってもサプライズになるだろうと主張した。

## ホームメディア
本作は「ドクターの日」のブルーレイとDVDのリリースに収録され、2014年9月8日に "50th Anniversary Collectors Edition" ボックスセットの一部として「ドクターの名前」、 An Adventure in Space and Time、「ドクターの日、「ドクターの時」、The Five(ish) Doctors Reboot と共にDVDとブルーレイディスクがリリースされた。
日本では2015年3月6日に発売された『ドクター・フー ニュー・ジェネレーション スペシャル』に「ドクターの日」と「ドクターの時」および特典映像「劇場鑑賞の心得」と共に特典映像として収録された。